# Jorge Quispe Palomino
Jorge Quispe Palomino, conocido también como Camarada Raúl, (Ayacucho, 1970-valle de los ríos Apurímac, Ene y Mantaro, enero de 2021) fue uno de los cabecillas históricos de la organización terrorista peruana de tendencia maoísta-leninista Militarizado Partido Comunista del Perú.

## Biografía
Nació en Ayacucho en 1970. Su padre Martín Quispe Mendoza, natural del poblado de Umaru, en Vilcashuamán, era un profesor de escuela primaria que crio a sus hijos en la localidad de Selva de Oro, distrito de Río Tambo, en la Provincia de Satipo.
En 1980, él y su hermano Víctor se integran al grupo terrorista Sendero Luminoso, liderado por Abimael Guzmán.
Jorge Quispe Palomino fue detenido por primera vez en 1982, pero fugó de la comisaría de Huamanga con ayuda exterior. Posteriormente volvió a ser detenido en 1999 en Huancayo, pero este se ofreció a ayudar a las autoridades peruanas en la captura de Óscar Ramírez Durand -entonces líder de Sendero- para que la facción del Vraem dirigida por su familia tomara el poder. Luego de lograr su cometido deserto para volver a lucha en el Vraem.
A mediados del año 2009 empezó a subir videos a Youtube con el nombre de «srraul1970», en donde subía videos propios cantando canciones revolucionarias con su guitarra junto a un computador portátil que tenía. Estos videos generaron la alerta del alcance que podían tener los remanentes de Sendero Luminoso en las redes sociales.
Durante el periodo del 2011 a 2013 este realizó una serie de ejecuciones a 11 integrantes del Militarizado Partido Comunista del Perú.
El 30 de marzo de 2021 el Comando Conjunto de las Fuerzas Armadas publicó información sobre la muerte en enero de ese mismo año del Camarada Raúl por heridas de bala recibidas durante un enfrentamiento meses atrás.
El 2021, en el Vraem, estaban circulando panfletos que confirmaban la muerte por enfermedad del Camarada Raúl por una antigua afección renal que lo agobiaba desde menor de edad la cual acabó con él. Se desconoce dónde está enterrado.